# 洋中书院
洋中书院，是位于中国福建省宁德市周宁县咸村镇洋中村的一个清代古建筑，2016年入选周宁县第四批文物保护单位。
洋中书院是周宁县晚清时期洋中孙氏家族建筑群的组成部分之一，也是周宁县唯一保存完整的书院，始建于清代晚期，坐东向西，建筑面积868平方米，平面呈日字形，以一屋两翻轩的厅、堂为中心，西面有面积达148平方米的荷花池。池的南北面有檐廊和厢房各四间，池的西面为面阔七间进深三柱的双层书楼。厅堂东侧有天井，天井两侧为厨房，厅堂、书楼均为穿斗式土木结构硬山顶。